# Maria van Everdingen

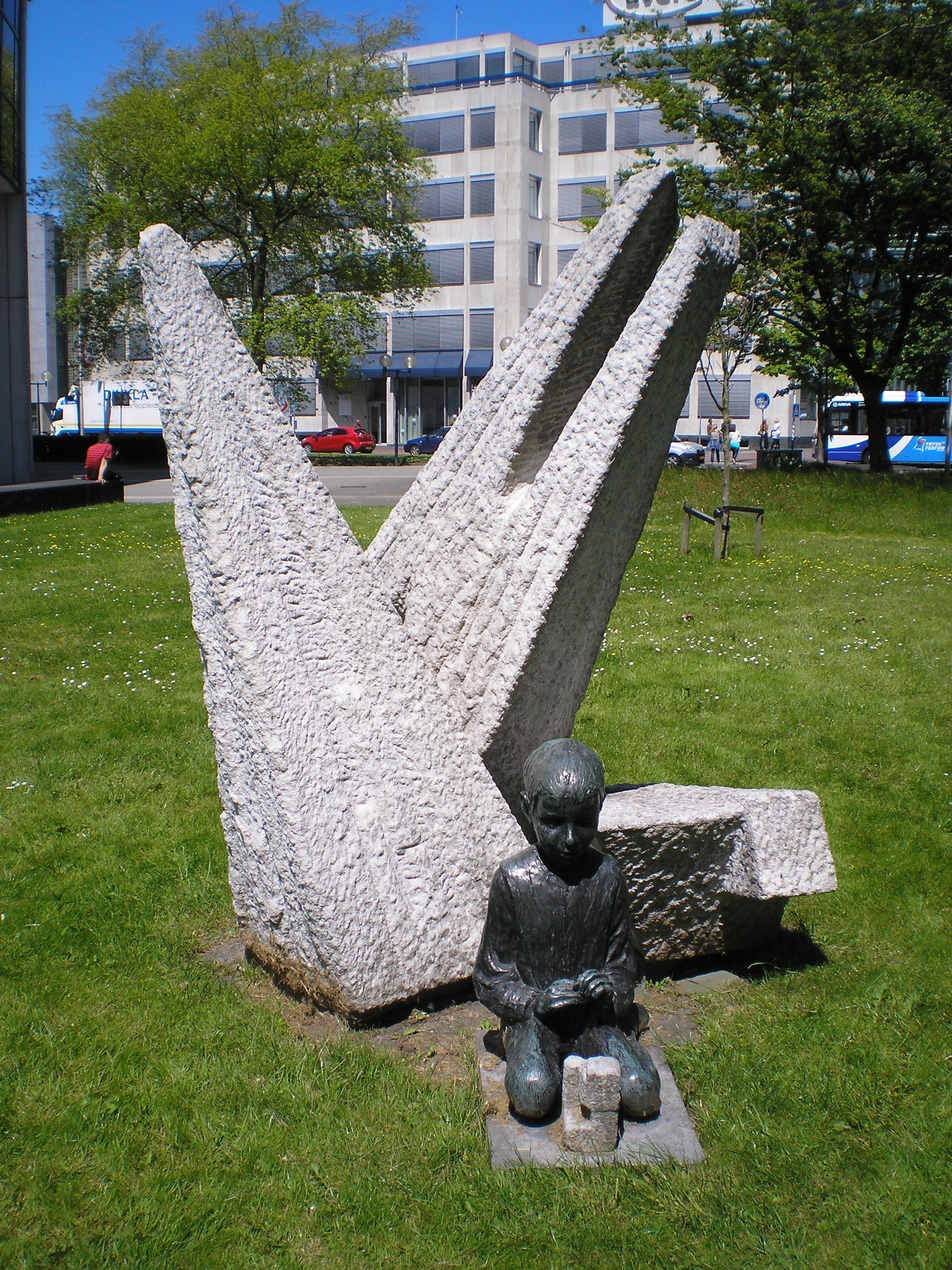
Kinderen bouwen voort

Maria Johanna van Everdingen (* 22. Dezember 1913 in De Bilt; † 30. Juni 1985 in Scharnegoutum, Wymbritseradiel, heute Súdwest-Fryslân) war eine niederländische Malerin, Grafikerin und Bildhauerin.

## Leben
Maria van Everdingen war eine Tochter von Ewoud van Everdingen (1873–1955) und Maria Johanna Pronk (1881–1977). Ihr Vater war Chefdirektor des Koninklijk Nederlands Meteorologisch Instituut (KNMI) in De Bilt. Sie wuchs mit ihren drei Schwestern Johanna Cornelia (1909–1989), Geertruida Maria (1911–1998) und Louise Johanna (1918–1980) auf.
Maria van Everdingen studierte an der Rijksakademie van beeldende kunsten in Amsterdam und absolvierte Semester in Wien und Stockholm. Sie erhielt Unterricht von Kuno Brinks, Willem van Leusden, Grafikunterricht von Samuel Jessurun de Mesquita und Unterricht im Modellieren von Jan Bronner. In Stockholm besuchte sie die Konstfackskolan (Kunstfachschule) und wurde von Evert Lundquist unterrichtet. In Wien lernte sie um 1951 an der Wiener Frauenakademie. Studienreisen führten sie nach Ungarn, Italien und Rumänien. Sie lebte und arbeitete in De Bilt, Amsterdam, Wien, Amersfoort, Amsterdam, Stockholm, Wien, Bergen und ab 1965 oder 1974 in Loënga im Stadtgebiet von Sneek, danach in Scharnegoutum in Súdwest-Fryslân, wo sie 1985 starb.

## Werk
Maria van Everdingen schuf Werke im figurativ-expressiven Stil. Sie fertigte Kleinplastiken als auch monumentale  Arbeiten. Ihre Bildhauerarbeiten zeigen meist Menschen, bevorzugt Kinder. In ihren Grafiken und Zeichnungen stellte sie Tiere, Pferde, Vögel, Bäume, Stillleben und manchmal Landschaften dar. Sie erstellte auch Holzstiche, Wanddekorationen als Sgraffiti, Mosaike und Keramikreliefs.
Ab 1938 gehörte sie der Künstlergruppe De Composieten an. Sie war Mitglied im Beroepsvereniging van Beeldende Kunstenaars (BBK), Boun fan Fryske kunstners und Kunstenaarscentrum Bergen (K.C.B.).
Werke im öffentlichen Raum (Auswahl):
- Haan, Wandbild, Bastiondreef, Den Helder
- 1954: Junge Steinböcke und Hase, Elisenstraße 110–116, Wien[6]
- 1957: Wind in Wien, Steinrelief, Hausergasse 7, Wien[4][7]
- 1965: Jongen met vogeltje, Leeuwarden
- 1966: Meisje uit druppel tevoorschijn springend, Leeuwarden
- 1967: Lezend meisje, Burgum, Tytsjerksteradiel
- 1970: Veulen van Fries Paard, Blauwhuis, Gemeinde Súdwest-Fryslân
- 1970: Veulen van Fries Paard, Joure
- 1970: Anders Minnes Wijbenga, Niawier
- 1971: Kinderen bouwen voort, Leeuwarden
- 1973: De fluitende rietvlechter, Noordwolde, Gemeinde Weststellingwerf
- 1974: Jongetje turend in het water, Heerenveen, Provinz Friesland
- 1976: Pieter Sjoerds Gerbrandy, Sneek
- 1978: Veenarbeidersgezin, Haulerwijk, Gemeinde Ooststellingwerf
- 1981: Kinderen met lam, Sneek

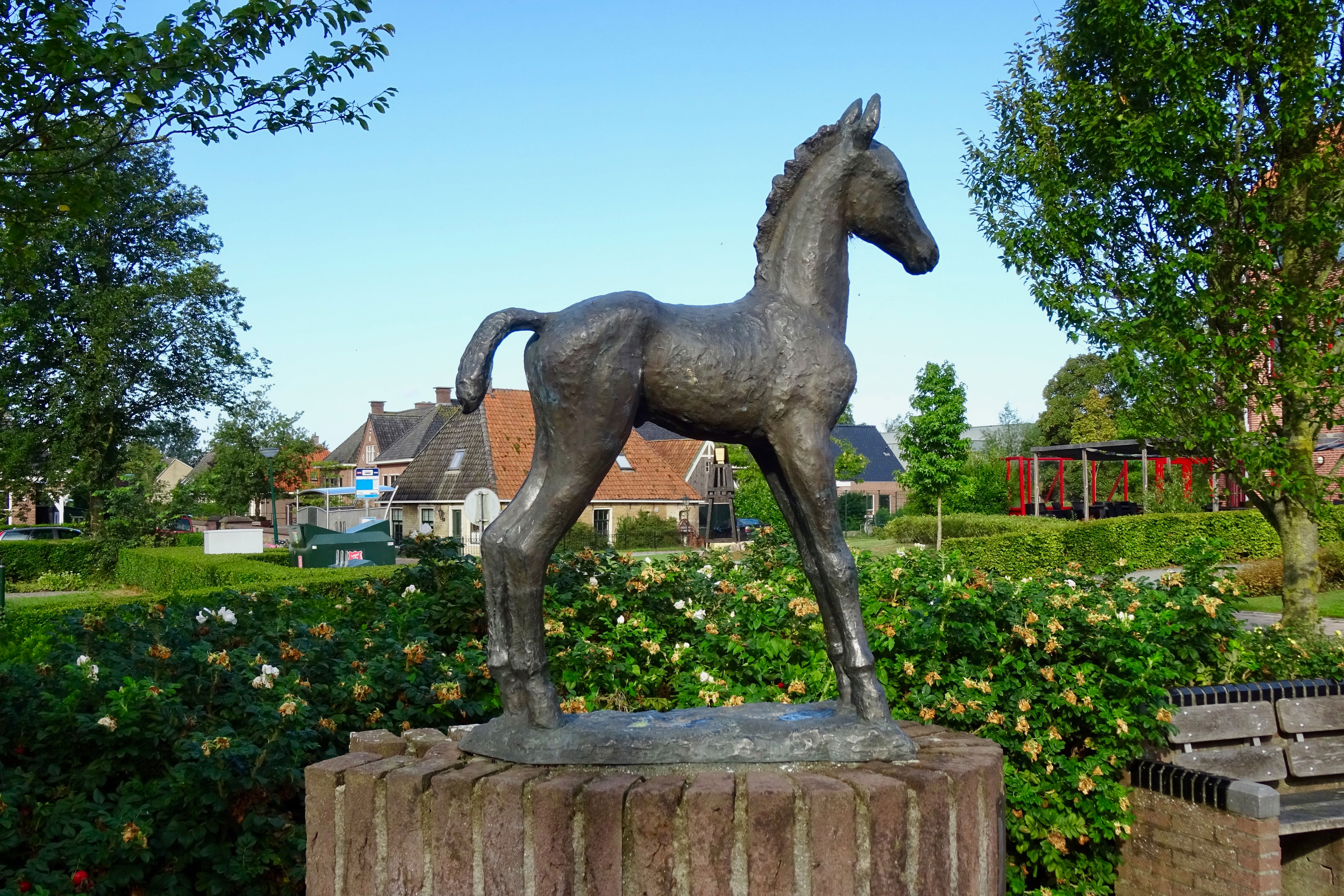
Veulen van Fries Paard, Blauwhuis
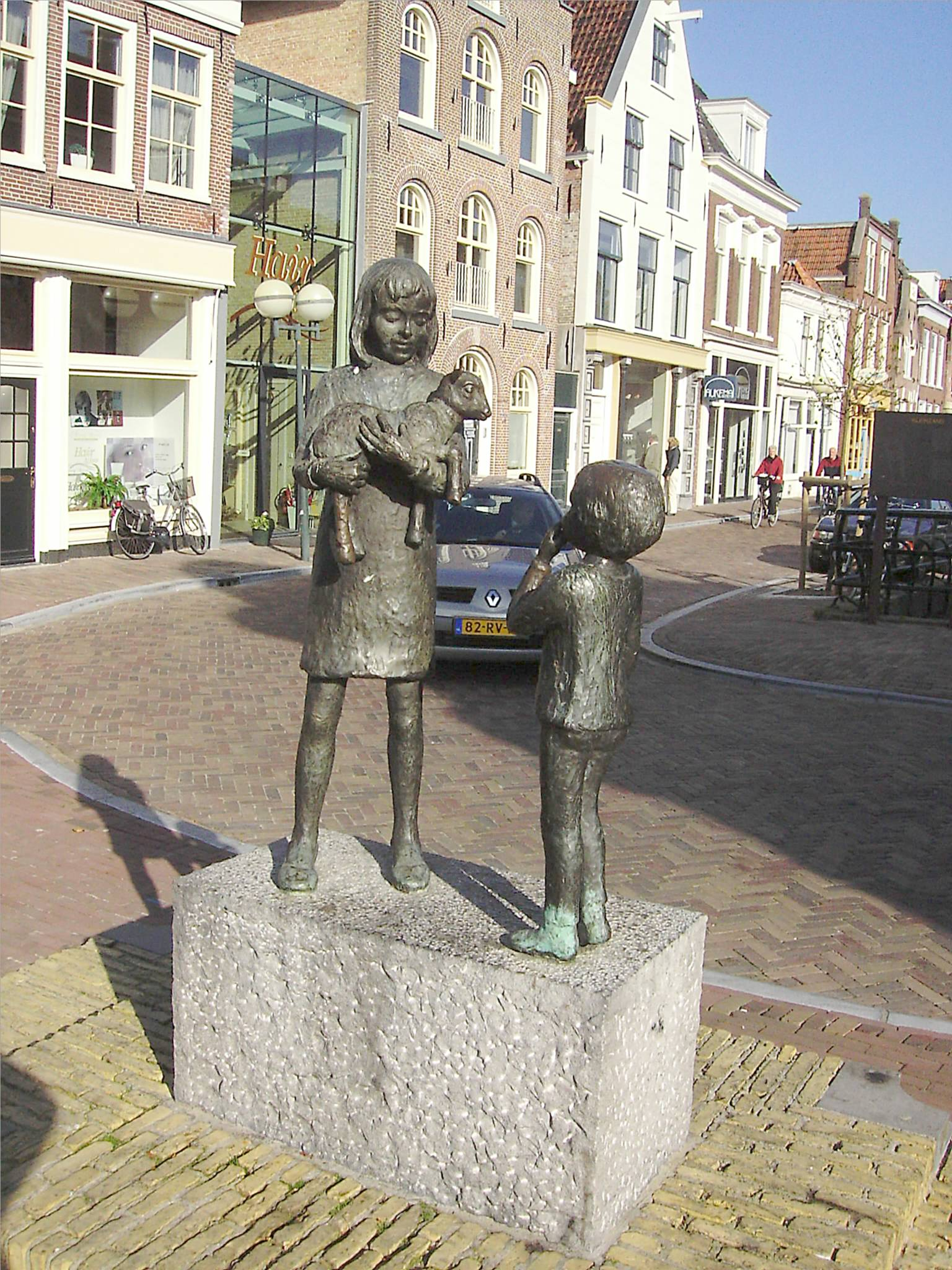
Kinderen met lam
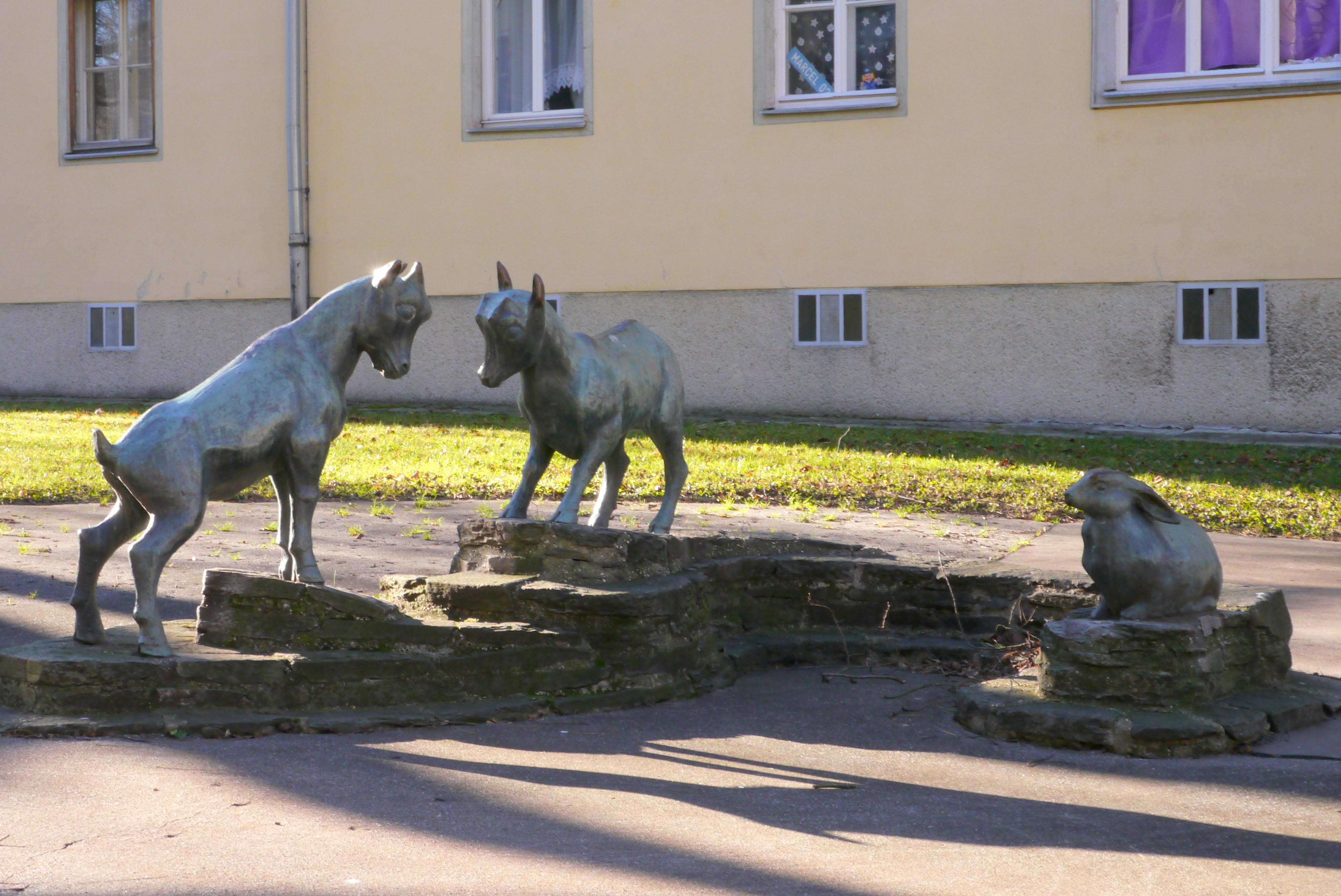
Junge Steinböcke und Hase
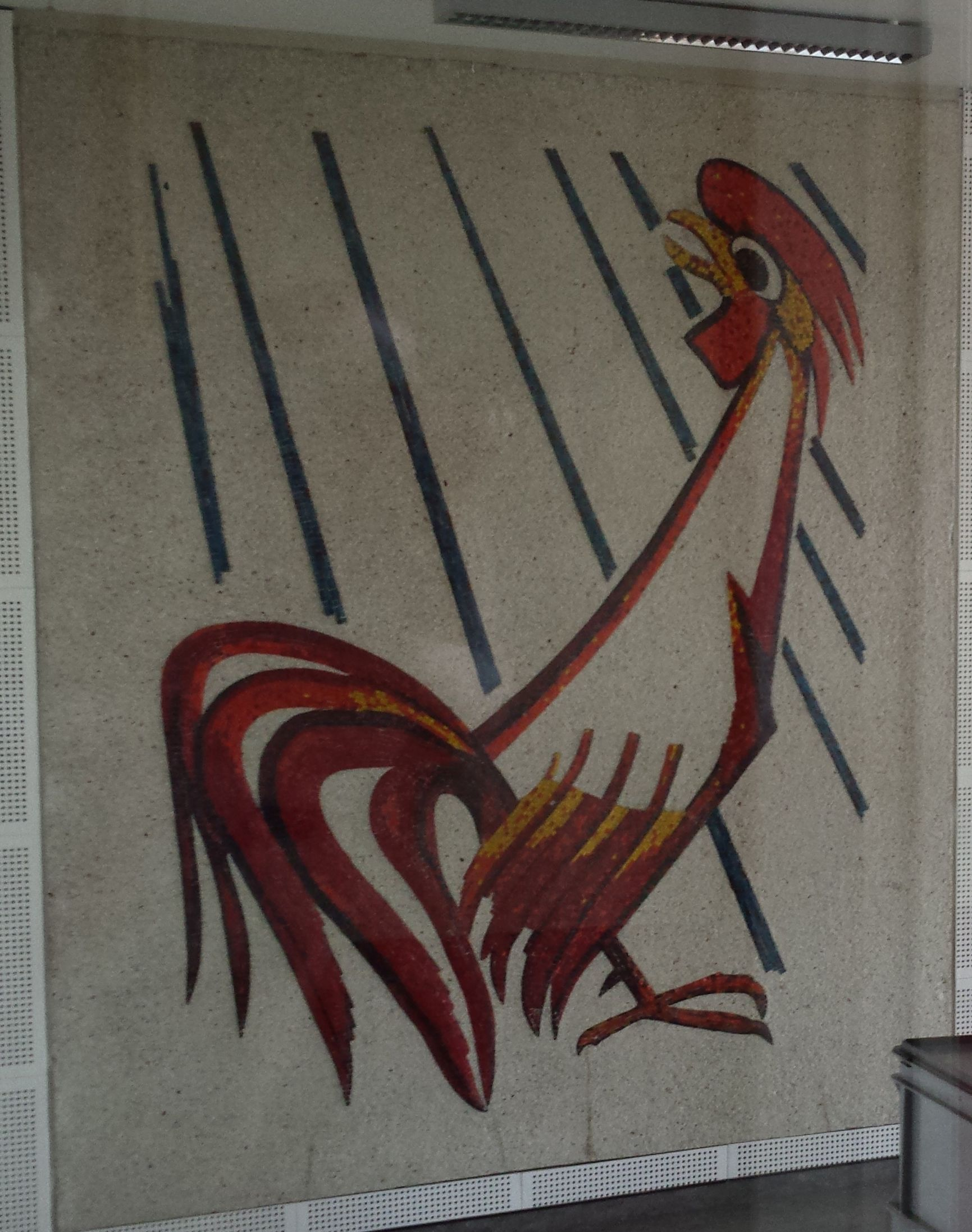
Haan
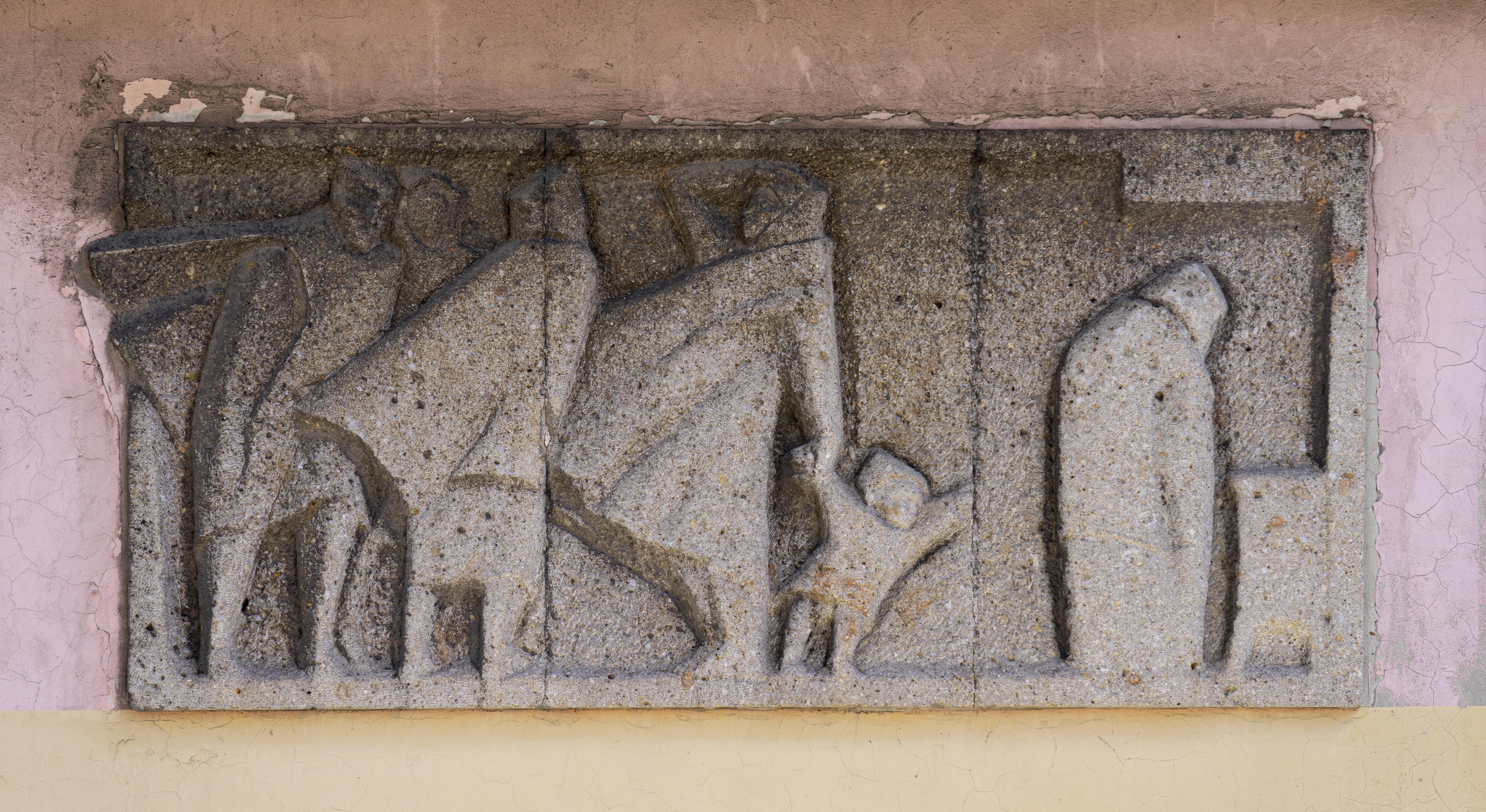
Wind in Wien
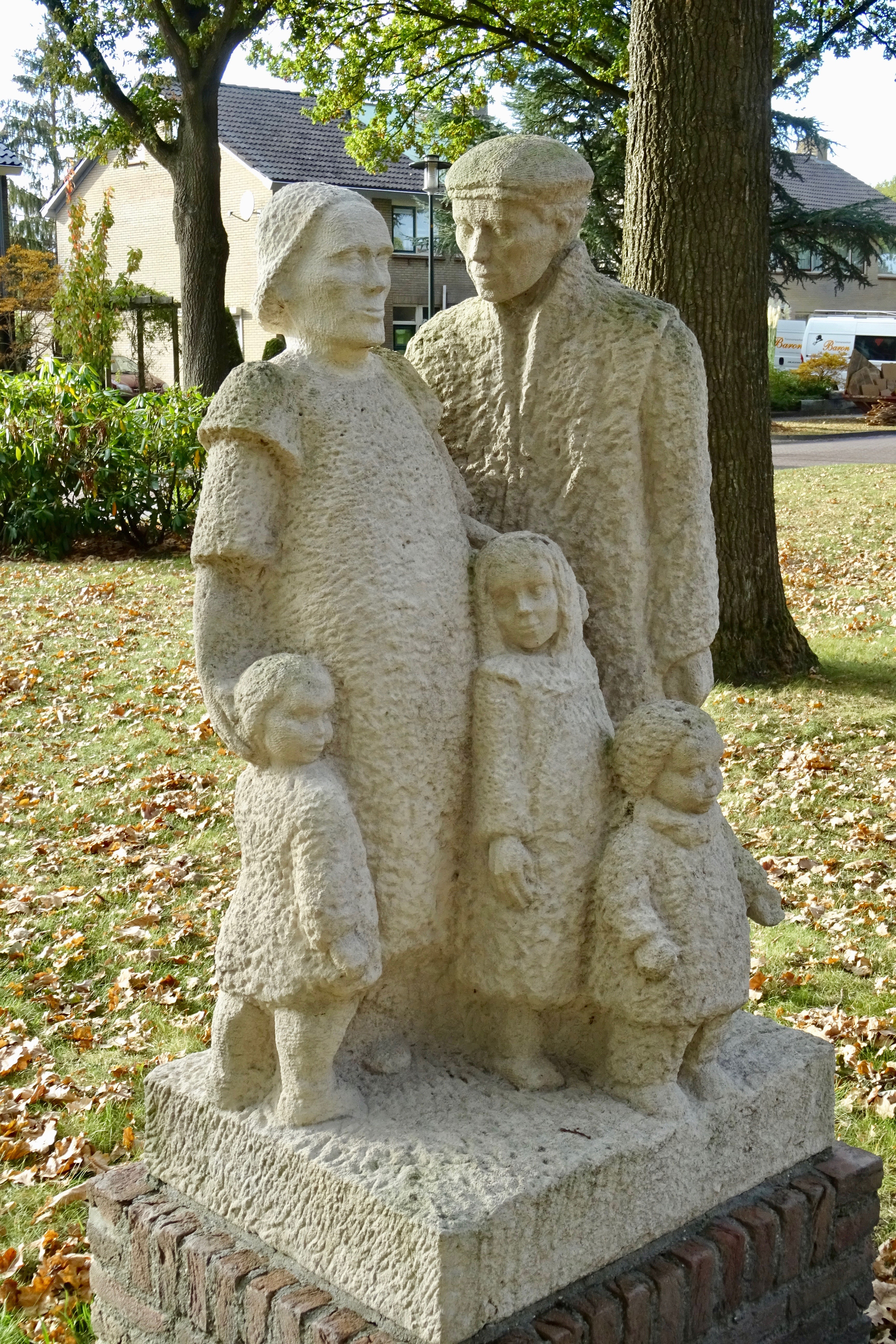
Veenarbeidersgezin
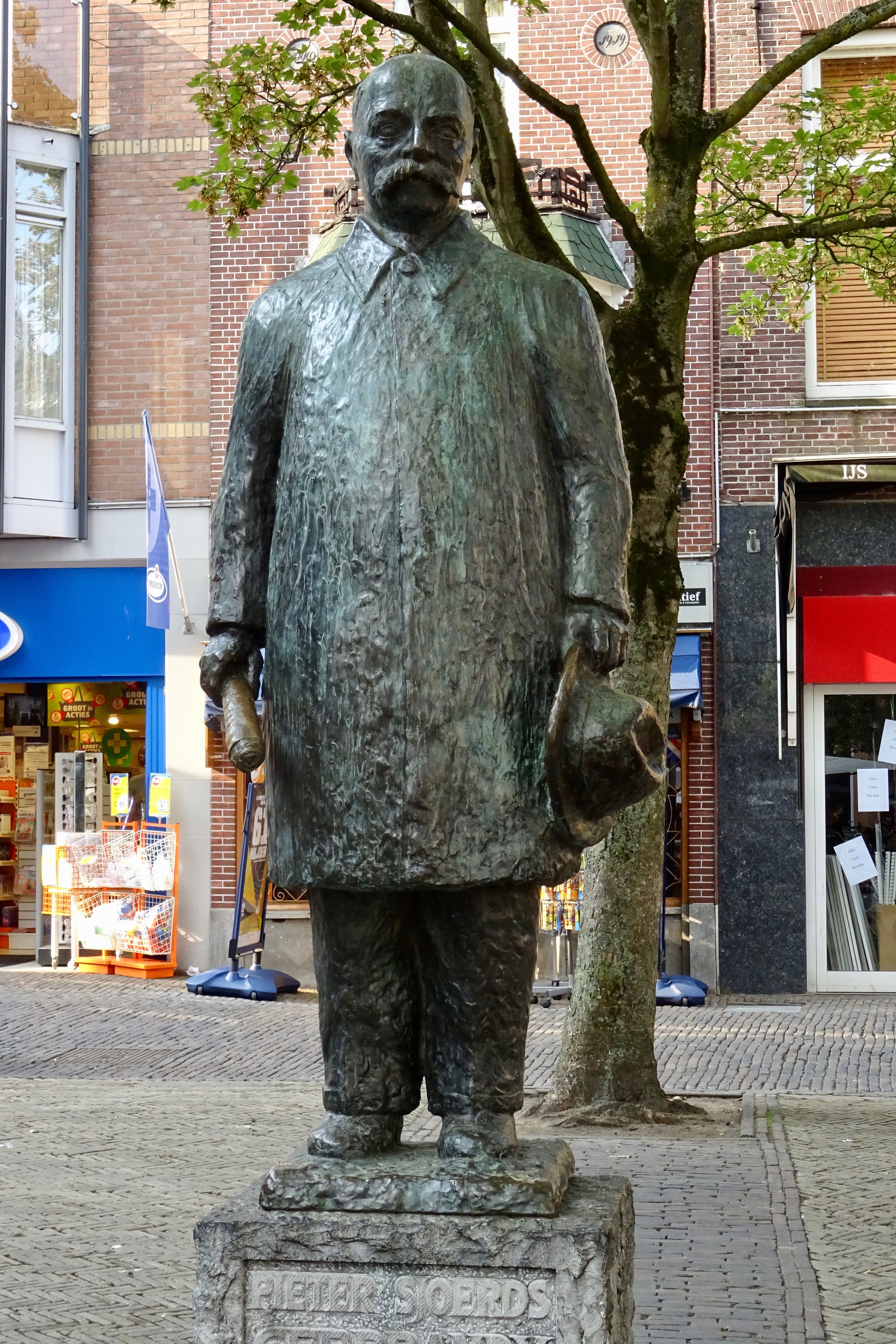
Pieter Sjoerds Gerbrandy
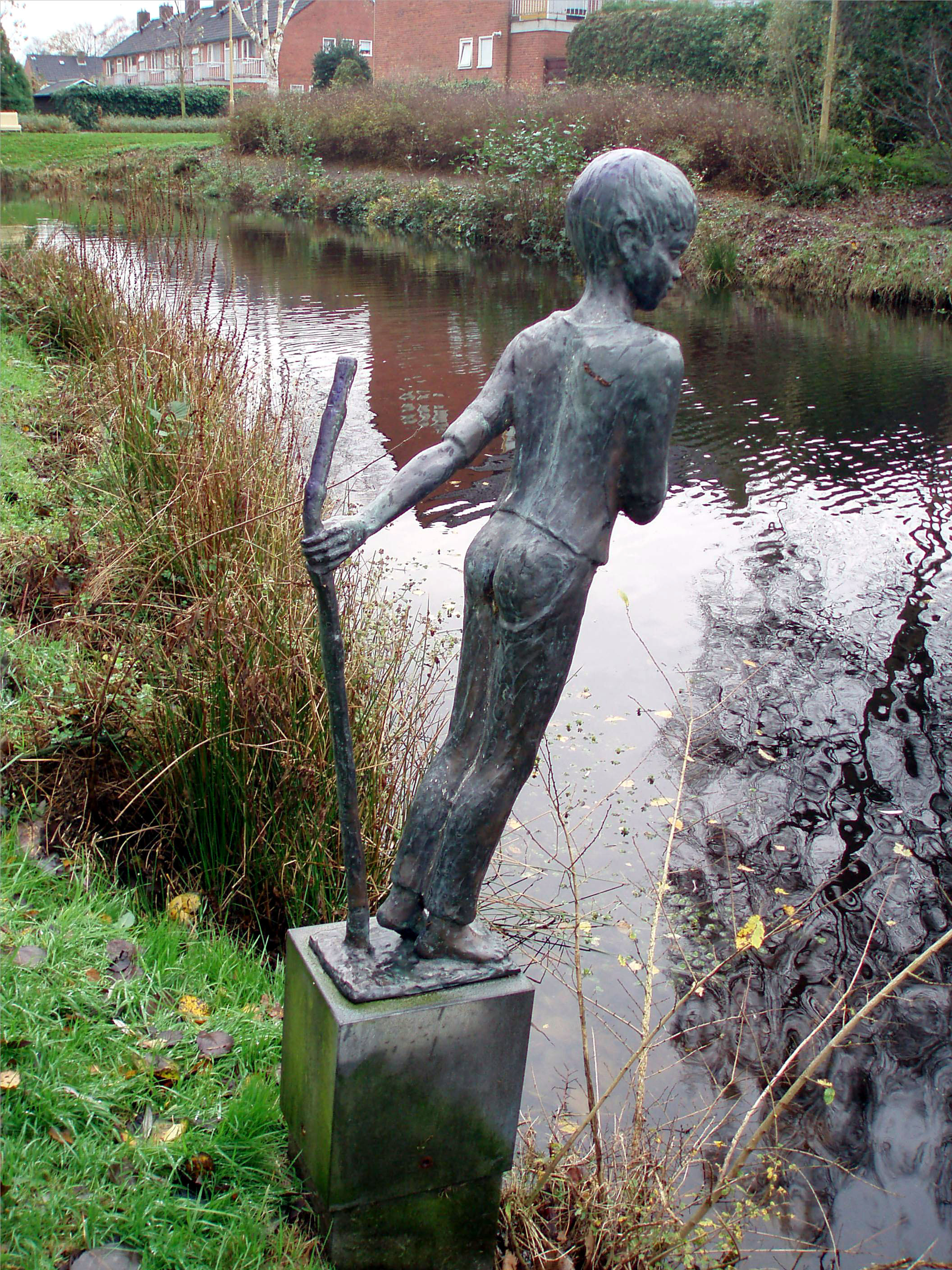
Jongetje turend in het water
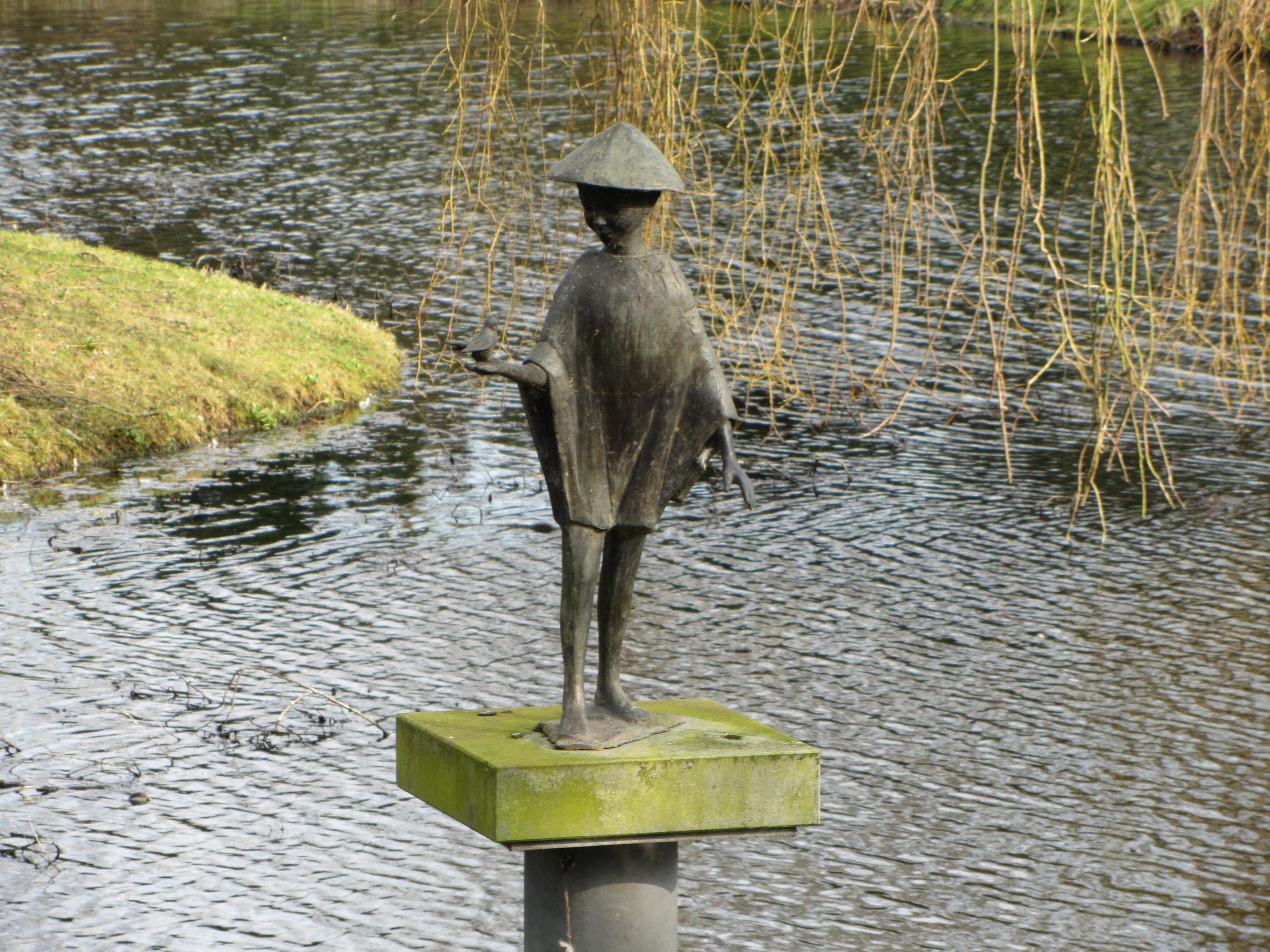
Jongen met vogeltje
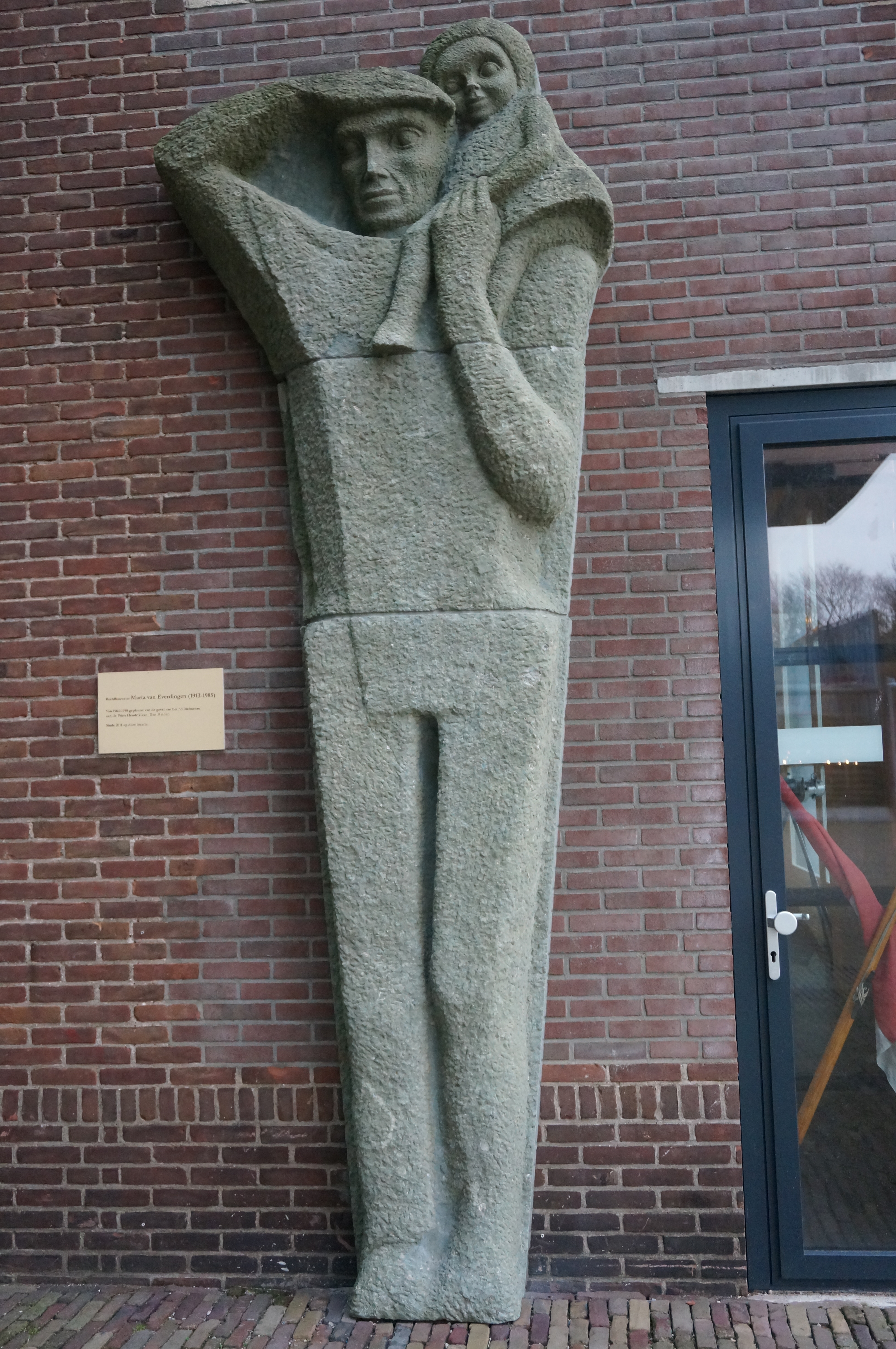
Redder met kind
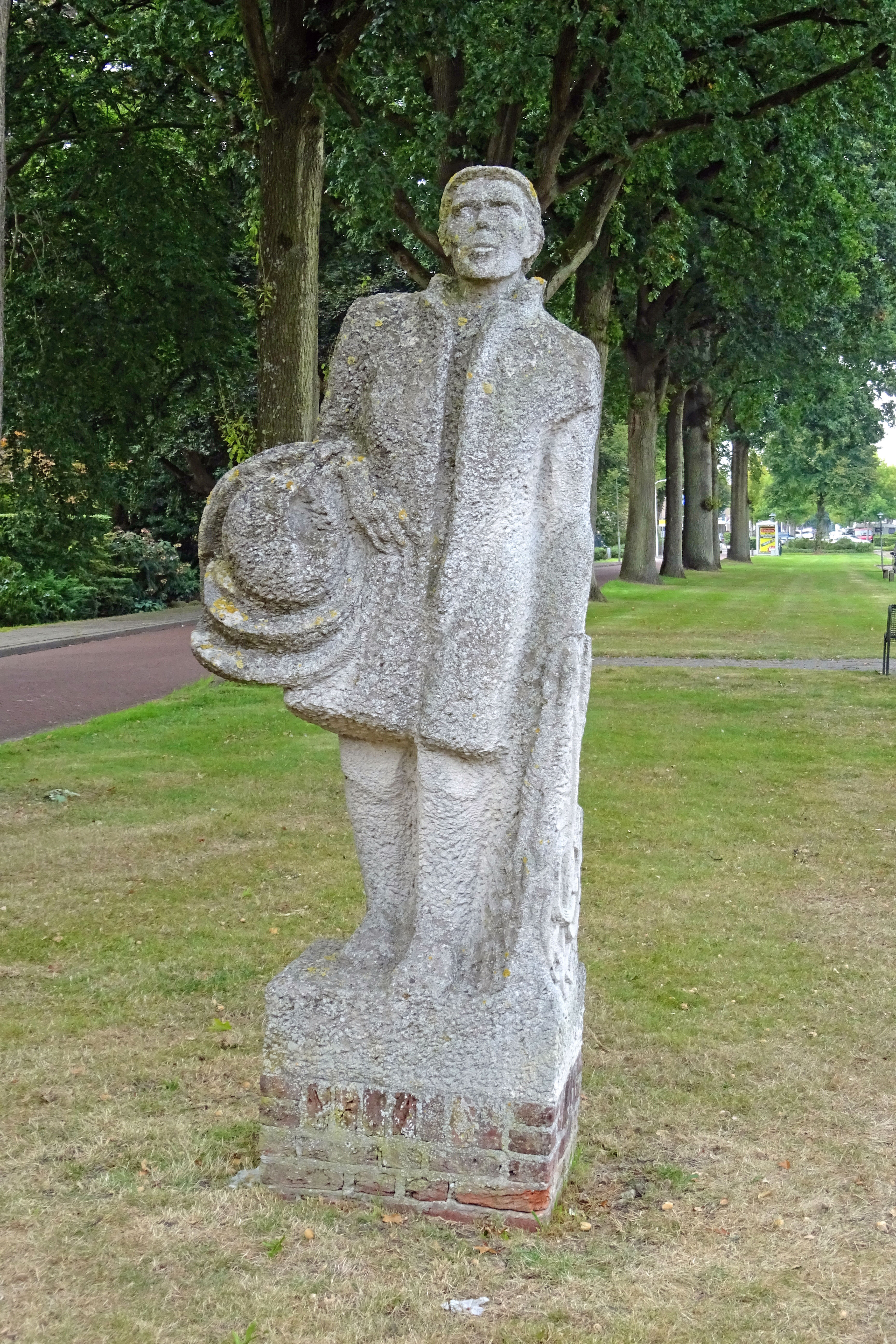
De fluitende rietvlechter
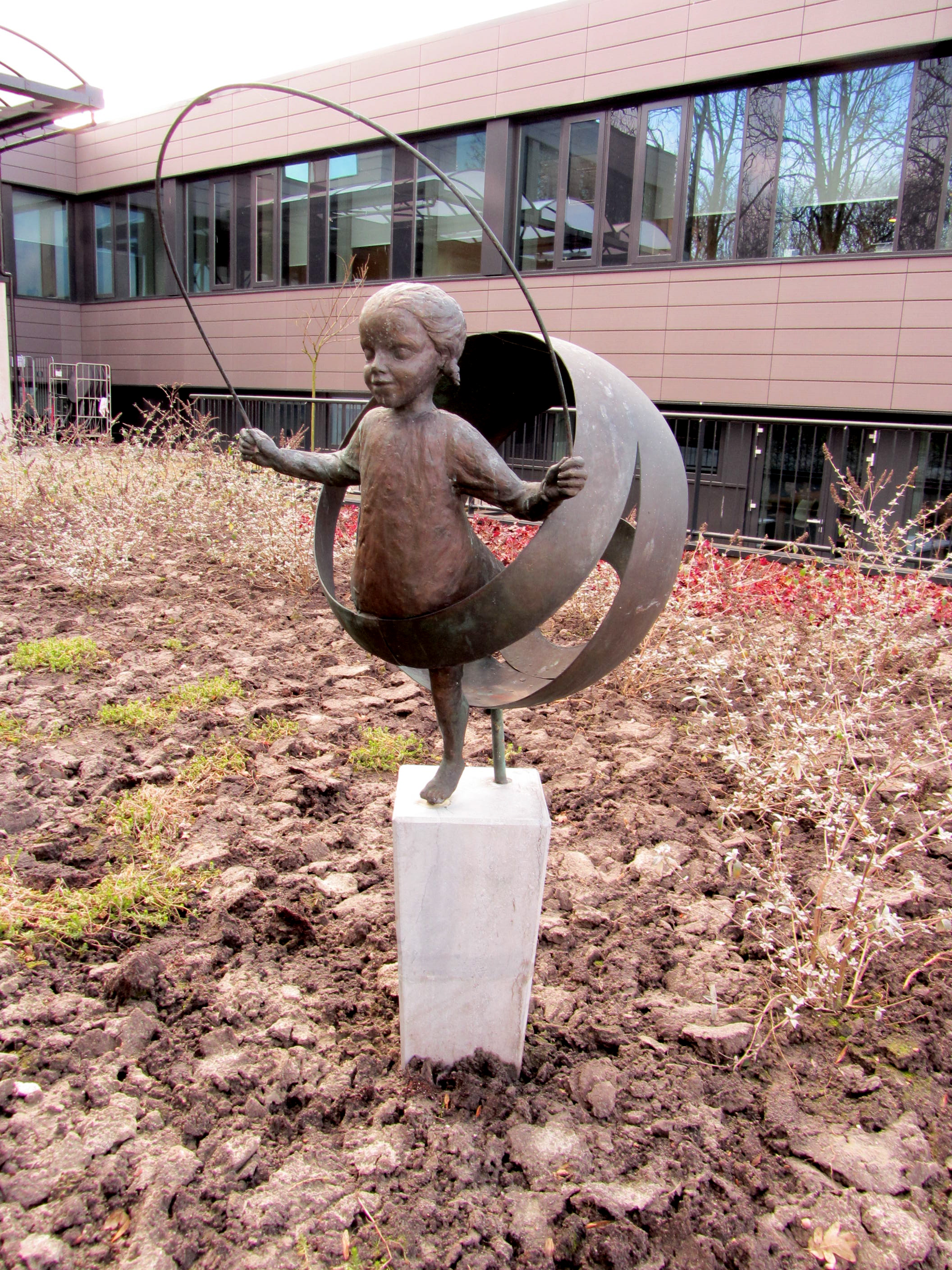
Meisje uit druppel tevoorschijn springend
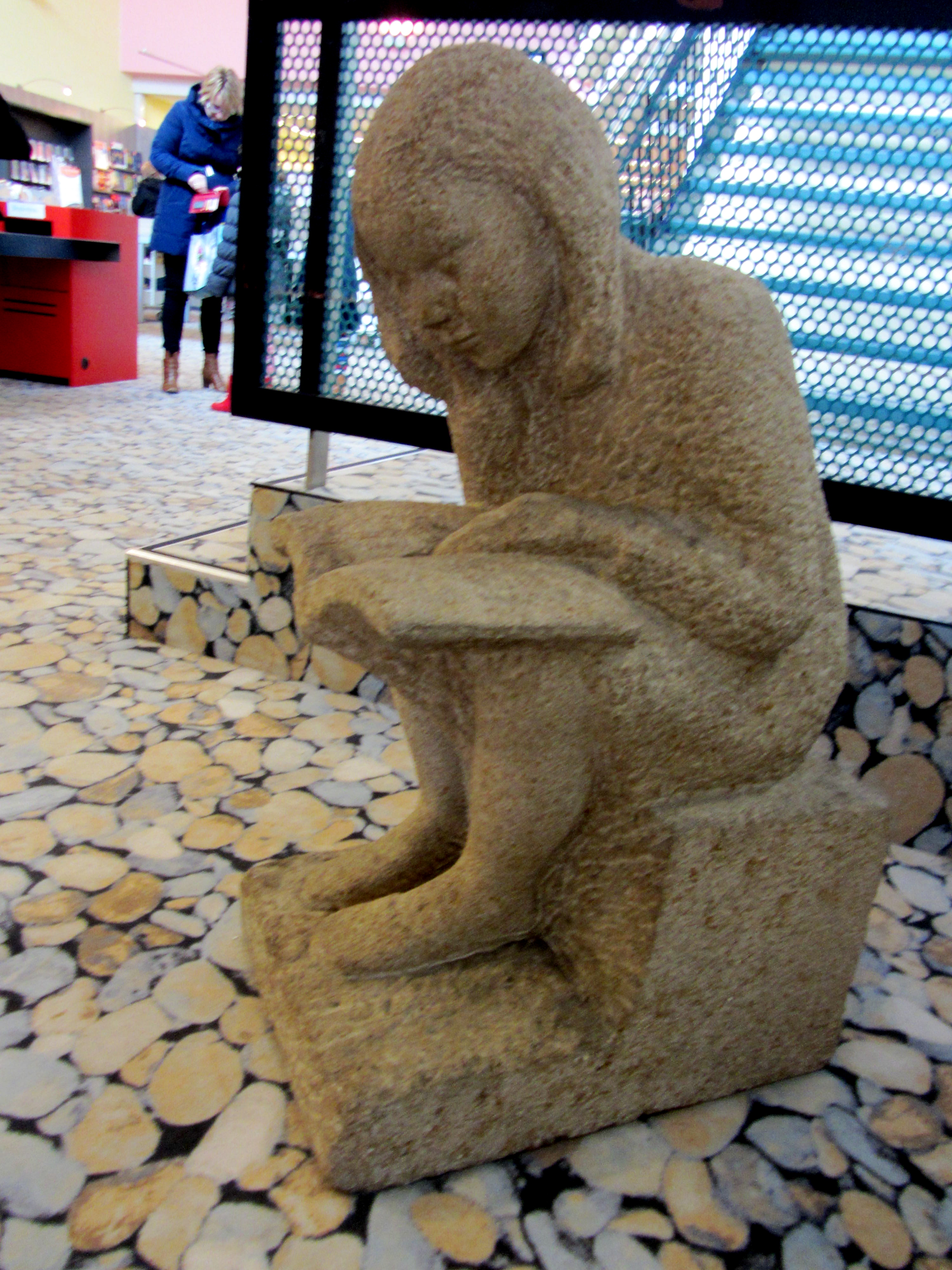
Lezend meisje